# Wood megye (Nyugat-Virginia)
Wood megye az Amerikai Egyesült Államokban, azon belül Nyugat-Virginia államban található. Megyeszékhelye és legnagyobb városa Parkersburg. Lakosainak száma 84 296 fő (2020. április 1.). Wood megye Washington, Athens, Meigs, Jackson, Wirt, Ritchie és Pleasants megyékkel határos.

## Népesség
A megye népességének változása:
| Lakosok száma | 86 982 | 86 844 | 86 657 | 86 569 | 86 452 | 84 296 |
|               | 2010   | 2011   | 2012   | 2013   | 2015   | 2020   |